# Clásicos Universitarios de 1987
En 1987 Universidad Católica y Universidad de Chile disputaron cinco versiones del tradicional Clásico Universitario. Si bien el trámite de los partidos fue disputado, el saldo, en cuatro partidos oficiales y uno amistoso, arrojó tres triunfos para Universidad Católica y dos empates.

## Época de crisis en el fútbol chileno
A fines de 1985 Palestino, Unión Española, Universidad Católica, Universidad de Chile, Colo-Colo, O´Higgins y Cobreandino, denominados como clubes disidentes, declararon la guerra a la ANFP, presidida en aquel entonces por Miguel Nasur, y fundaron la Liga Nacional, que desaparecería pocos días después de crearse. Sin embargo las hostilidades estaban lejos de disiparse: A mediados de diciembre de 1986 el nombre de Ricardo Abumohor se mencionaba como posible reemplazo de Nasur La réplica se concretaría en el transcurso de la semana siguiente: Todos los presidentes del fútbol chileno, salvo los mandatarios de Universidad Católica, Colo-Colo, Universidad de Chile y Palestino, manifestaron su apoyo a la ANFP a través de una carta publicada en la prensa.

### Causa del conflicto
Los clubes disidentes acusaban a la ANFP y puntualmente a Nasur, también mandamás de la Federación de Fútbol, de manejos inapropiados en el aspecto financiero y administrativo, razón por la cual para septiembre de 1987 mantenían una petición al Ministerio de Justicia de investigar el manejo de las autoridades que les regían. Por su parte, Nasur argumentaba desde 1985 que el malestar se originaba en la crisis económica de los clubes. Ante las acusaciones de un manejo personalista replicó que los mandatarios de los clubes disidentes también lo eran La disputa trajo consecuencias deportivas, como el rechazo del técnico Vicente Cantatore a hacerse parte de un proceso como entrenador del seleccionado local, pero no fue un impedimento para que Chile obtuviera el subcampeonato en la Copa América 1987.

## Clásico Universitario del Hexagonal
En 1987 Universidad Católica celebraba cincuenta años desde su fundación oficial (En rigor el club ya existía en 1908 a través del Universidad Católica Football Club). Como inicio de los festejos, el club cruzado organizó un Hexagonal Internacional que, además del equipo anfitrión, contaba con la participación de Olimpia, Nacional de Montevideo, Deportivo Cali, Colo-Colo y Universidad de Chile. Aunque Colo-Colo se llevó el torneo favorecido con un pésimo arbitraje de Guillermo Bugde, un punto relevante de la competencia fue el Clásico Universitario disputado el 23 de febrero.
Hasta el minuto 75` del partido Universidad de Chile vencía por 2-0, pero luego Universidad Católica anota cuatro goles en diez minutos para imponerse finalmente 4-2.
| 23 de febrero de 1987 | Universidad Católica                                                             | 4:2 (0:1) | Universidad de Chile      | Estadio Nacional, Santiago de Chile                      |                                                          |
|                       | Patricio Mardones 75' · Andrés Romero 78' · Rubén Espinoza 80' · Jorge Muñoz 85' |           | Pedro Pablo Díaz 42', 68' | Asistencia: 6.335 espectadores Árbitro(s): Gastón Castro | Asistencia: 6.335 espectadores Árbitro(s): Gastón Castro |

## Clásicos Universitarios del Torneo de Apertura
Las dos universidades compartían el Grupo Norte junto a Cobreloa, Cobresal, Deportes Iquique, Everton, San Luis y Palestino. Los Clásicos Universitarios correspondieron a la quinta fecha de la primera y segunda rueda respectivamente.

### Primera Rueda
Apenas corrían unos pocos minutos del Clásico Universitario correspondiente a la primera rueda y el volante cruzado Humberto Cruz, hijo de  "Chita" Cruz, abandonaba el campo de juego con una Luxofractura de tobillo y peroné, más el agravante de ligamentos destrozados Cruz denunció la mala intención del infractor Marcelo Silva.
Las incidencias continuaron, Leonel Sánchez, que entonces hacía dupla técnica con Fernando Riera en Universidad de Chile, amenazaba al volante cruzado Patricio Mardones y el técnico de Universidad Católica, Ignacio Prieto, encaró al defensa rival Héctor Díaz. Marco Cornez y el brasileño Valdir se fueron a los puños. El defensa cruzado  Pablo Yoma reñía con los azules Hoffens y Luis Alberto Ramos.

La rivalidad de ambos equipos lleva consigo cosas extradeportivas, Sergio Vásquez, árbitro del encuentro

Aunque el trámite del partido estuvo marcado por la rudeza, Universidad Católica fue superior a Universidad de Chile en los últimos cuarenta minutos de juego. Luis Abarca convirtió el gol de su equipo y la paridad del rival en un desacierto.
| 29 de marzo de 1987 | Universidad Católica | 1:1 (1:0) | Universidad de Chile   | Estadio Santa Laura, Santiago de Chile                     |                                                            |
|                     | Luis Abarca 33'      |           | Luis Abarca 50' (a.g.) | Asistencia: 14.607 espectadores Árbitro(s): Sergio Vásquez | Asistencia: 14.607 espectadores Árbitro(s): Sergio Vásquez |

### Segunda Rueda
A pesar de que la Universidad de Chile ejercía de local en el Estadio Nacional y, por lo tanto, era el encargado de la organización, el locutor del estadio no dudó en realizar el siguiente llamado cuando transcurría media hora de juego:

Se solicita a la barra de la U orden, disciplina y decencia

En los primeros minutos Universidad de Chile jugaba mejor, pero luego Universidad Católica fue adueñándose del terreno gracias a su técnica más depurada. Las hostilidades persistían: Horacio Rivas marcaba a Osvaldo "Arica" Hurtado más allá del reglamento Francisco Hörmann y Rubén Espinoza se turnaban para golpear al mediocampista Raúl Toro. Pablo Yoma asestaba un puñetazo en la cabeza de Luis Rodríguez, y del altercado que se produjo resultaron expulsados Orlando Mondaca y Juvenal Olmos. En vestuarios el árbitro Hernán Silva declaró más tarde que de haber sido puntilloso habría expulsado a cinco o seis jugadores. En los últimos minutos el empate conformaba a ambos equipos y servía más a Universidad Católica, que marchaba como líder del Grupo Norte.
| 24 de mayo de 1987 | Universidad Católica | 1:1 (1:0) | Universidad de Chile | Estadio Nacional, Santiago de Chile                      |                                                          |
|                    | Luis Pérez 37'       |           | Valdir Pereira 76'   | Asistencia: 17.691 espectadores Árbitro(s): Hernán Silva | Asistencia: 17.691 espectadores Árbitro(s): Hernán Silva |

## Clásicos Universitarios del Torneo Oficial
Universidad Católica, campeón del Torneo Oficial 1987,   realizó una campaña brillante en esa temporada con un saldo de 21 partidos ganados, 7 empatados y 2 perdidos en 30 fechas, 51 goles a favor y apenas 16 en contra, diferencia de + 39. Por su parte Universidad de Chile, clasificada a la Liguilla Pre-Libertadores, que finalmente ganaría Colo-Colo, finalizó el torneo con 10 triunfos, 11 empates y 9 derrotas, 49 goles a favor y 33 en contra, con una diferencia de +16. Los Clásicos Universitarios correspondieron a la fecha once de la primera y segunda rueda, respectivamente.

### Primera Rueda
Confirmando la superioridad del equipo cruzado en Chile durante la temporada, Revista Triunfo eligió a los jugadores Marco Antonio Cornez, Rubén Espinoza, Álex Martínez, Eduardo Vilches (En empate con Ramos de Deportes Iquique), Luis Pérez (En empate con C. Rojas de Rangers) y Osvaldo Hurtado (Superando a Iván Zamorano de Cobresal, como los mejores en sus puestos del mes de agosto.
El domingo 6 de septiembre de 1987 se disputó el primer Clásico Universitario del Torneo Nacional. Universidad Católica, que había manejado las acciones de los duelos previos durante la temporada, esperó con cautela en la media hora inicial y tuvo un arma letal en el lateral Rubén Espinoza, que puso a su equipo en ventaja.
Universidad de Chile había dominado hasta ese minuto gracias al brasileño Valdir, pero Católica desequilibró a través del juego asociado entre Luis Pérez, Espinoza y  "Arica" Hurtado Pese al empate parcial de Valdir, Rubén Espinoza sentenciaría el partido con un perfecto tiro libre. Más tarde declaró que apenas había impactado el balón supo que era gol.
El quiebre entre la dupla conformada por Leonel Sánchez y Fernando Riera en la U. de Chile, a la postre reemplazados por Alberto Quintano, se delataba en las declaraciones del primero: "Si él quiere venir, viene, si no lo hace, no importa". Tras el primer Clásico Universitario del Torneo Oficial Católica lideraba la tabla con 17 puntos (Cinco más que Cobreloa) y U. de Chile quedó en el 12º lugar con ocho puntos, cuatro más que el colista San Luis.
| 6 de septiembre de 1987 | Universidad de Chile | 1:2 (0:1) | Universidad Católica    | Estadio Nacional, Santiago de Chile                             |                                                                 |
|                         | Valdir 52'           |           | Rubén Espinoza 34', 71' | Asistencia: 22.586 espectadores Árbitro(s): Salvador Imperatore | Asistencia: 22.586 espectadores Árbitro(s): Salvador Imperatore |

### Segunda Rueda
Para la segunda rueda el Clásico contaba con un ingrediente adicional:  Católica se acercaba a pasos agigantados al título del torneo y la U. de Chile tenía como objetivo instalarse en la Liguilla Pre-Libertadores. Aunque el partido fue trabado, prevaleció la convicción y el espíritu ganador de Universidad Católica, que de paso aprovecharía los errores de su rival para quedarse con el triunfo.
Jugada la 26º fecha, Católica alcanzó los 46 puntos contra 36 de Colo-Colo (Que había igualado 1-1 con Palestino), y obtuvo la corona, con un registro de 26 partidos jugados, veinte triunfos, cinco empates y una derrota. Por su parte, U. de Chile quedaba relegada al octavo lugar con 25 puntos en 26 partidos, ocho triunfos, nueve empates e igual número de derrotas. 
| 9 de enero de 1988 | Universidad Católica                  | 2:1 (0:1) | Universidad de Chile | Estadio Nacional, Santiago de Chile                             |                                                                 |
|                    | Luis Abarca 63' · Osvaldo Hurtado 83' |           | Pedro Pablo Díaz 34' | Asistencia: 64.022 espectadores Árbitro(s): Salvador Imperatore | Asistencia: 64.022 espectadores Árbitro(s): Salvador Imperatore |